# Севілья
Севі́лья (ісп. Sevilla, англ. Seville) — місто на півдні Іспанії з населенням 684 164 жителів (2023), населення Севільської агломерації становить 1 548 741 осіб (2020 рік). Столиця автономного регіону Андалусія і провінції Севілья. Відповідно до легенди, було засноване міфічним давньогрецьким героєм Гераклом. Нинішня назва міста походить від арабської назви Ісбілія. Іспанською мешканців міста називають «Севілья́нос». Севілья є четвертим за кількістю населення містом Іспанії та найбільшим містом півдня країни, великим промисловим і торговим центром, а також центром туризму. Севілья відома своїми архітектурними пам'ятками, зокрема палацом Алькасар, кафедральним собором, вежами Хіральда та Торре-дель-Оро, що створюють неповторну панораму міста. Неподалік від Севільї знаходяться історичне місто Кармона та залишки давньоримського міста Італіка. Головною окрасою міста є Севільський собор

## Розташування
Місто розташоване в південній частині Іспанії, в західній частині Андалусії на відстані 90 км від кордону з Португалією. Розташована на родючій, добре освоєній рівнині, по обидва боки річки Гвадалквівір, що є судноплавною для морських кораблів від гирла до Севільї. Древня частина міста розташована на лівому березі Гвадалквівіру й оточена передмістями Лос-Умерос, Сестеріа, Баратільо, Карретеріа, Ресолана, Сан-Бернардо, Сан-Долі й Ла-Кальсада, а також Макарена. Від давнього міського муру з 66 вежами сьогодні залишилися тільки фрагменти. На правому березі річки розташований район Тріана.
Відстані від Севільї до інших міст Іспанії: Кадіс — 125 км, Кордова — 140 км, Малага — 219 км, Гранада — 250 км, Мадрид — 541 км, Барселона — 1046 км.

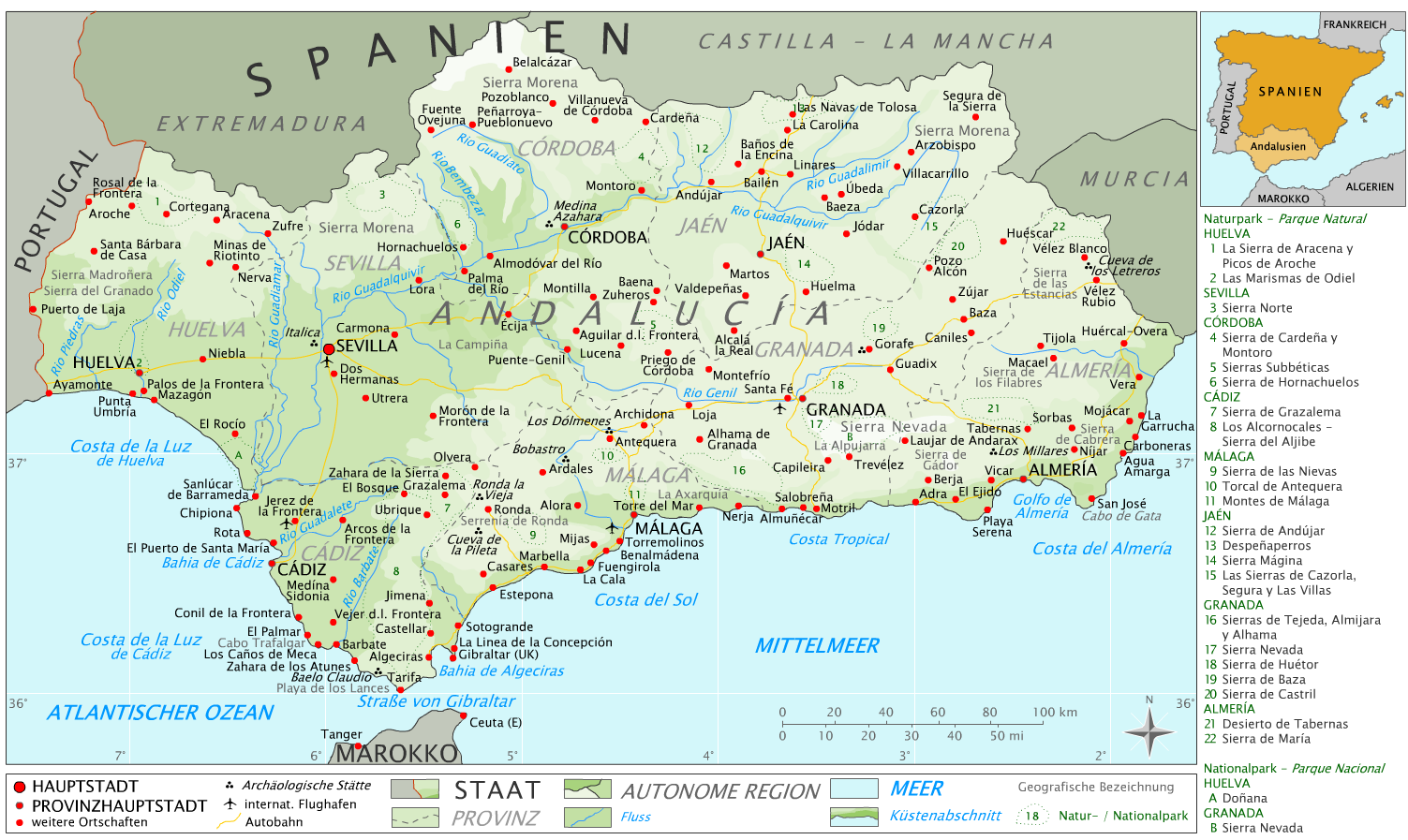
Севілья на карті Андалусії
Севільська агломерація (червоне) на карті провінції Севілья
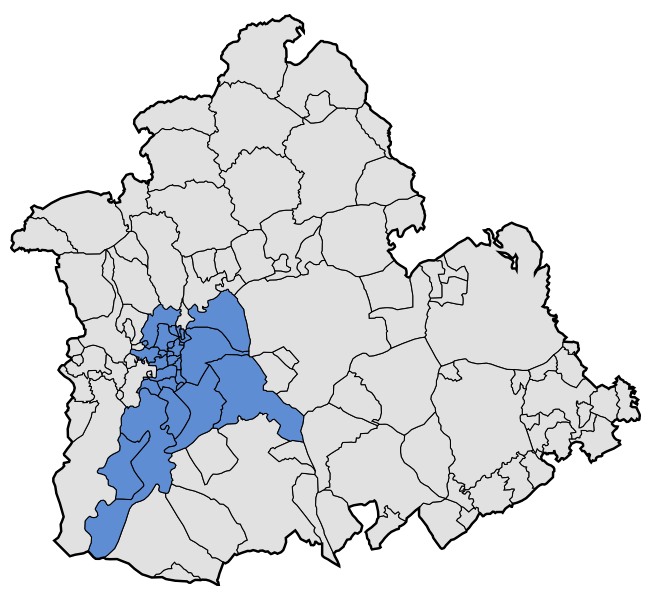
Комарка Велика Севілья на карті провінції Севілья
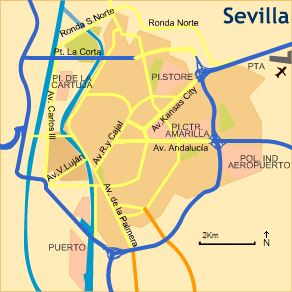
Карта Севільї

## Історія міста

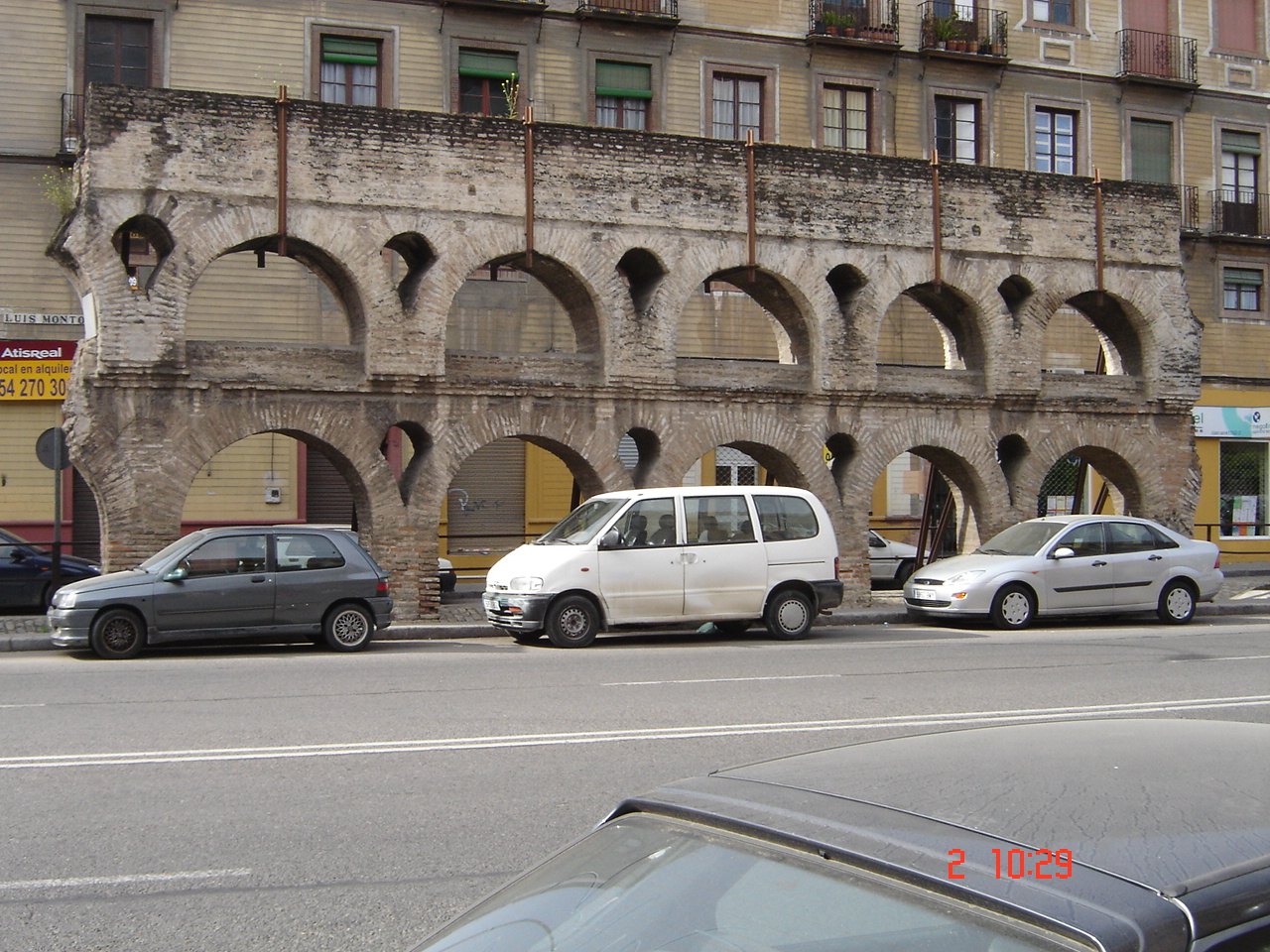
Частина давньоримського акведука

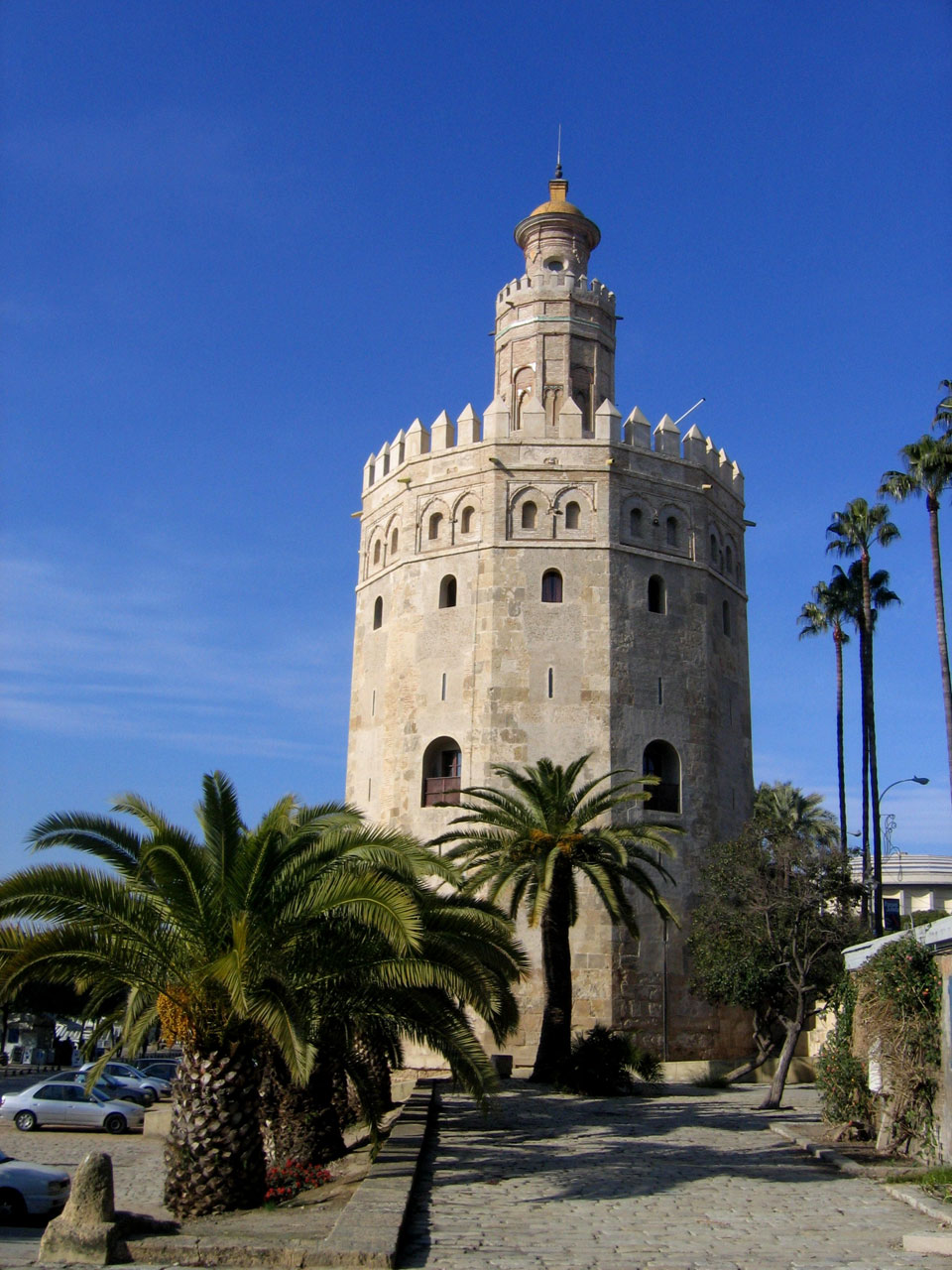
Торре дель Оро — Золота вежа

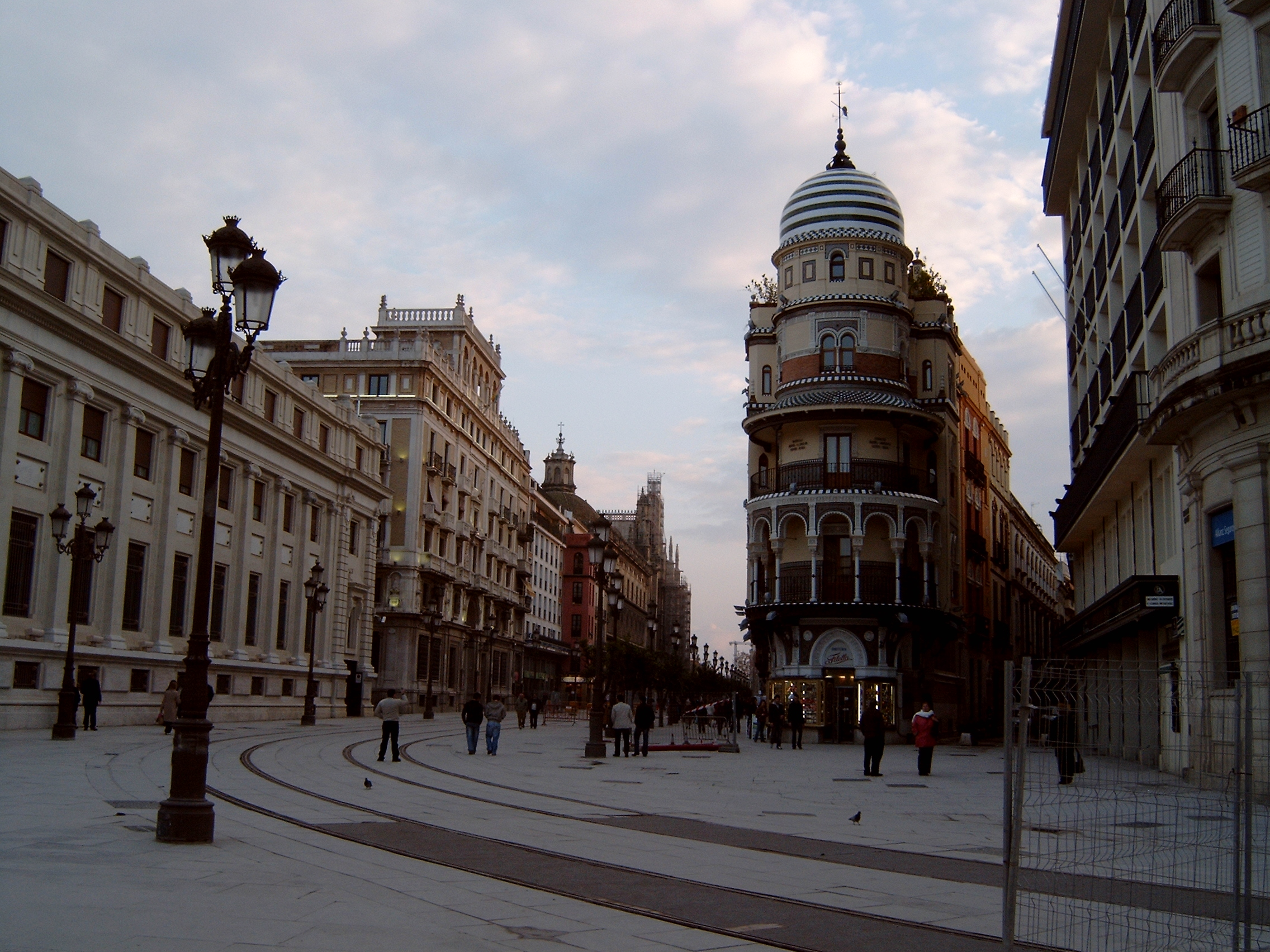
Вулиця Севільї

### Античність
Місто відоме ще з доримської епохи. Під час Пунічних війн місто було ареною боротьби між Карфагеном та Римом. Карфагеняни заволоділи містом в 216 році до н. е., а римляни відвойували його в 206 році до н. е. За часів Римської імперії Севілья відома як Гіспаліс (Hispalis). За Юлія Цезаря місто стає центром провінції Бетика. Архітектурною пам'яткою з римських часів є фрагменти акведука. В 426 році містом заволоділи вандали, а в 441 — свеви.

### Середньовіччя
У VI столітті Іберійський півострів, і Севілья разом з ним, стає частиною королівства вестготів. Імператор Візантії Юстиніан в 553 році захоплює місто і робить його частиною своєї імперії, проте в 580 вестготи поверають його собі. У вестготський період в місті жив відомий вчений та релігійний діяч раннього середньовіччя св. Ісидор Севільський, який майже тридцять років був єпископом Севільї. У 590 та 619 роках відбулися перший та другий Севільські церковні собори.
У 712 році араби втручаються в династичну суперечку між вестготськими правителями. Того ж року губернатор північної Африки Муса ібн-Нусайр висаджується на південноіспанському узбережжі з вісімнадцятитисячною армією і захоплює Севілью. В 715 році син Муси, Абд аль-Азіз робить її своєю столицею, проте в 717 році його вбивають і столиця мусульманської Андалусії переноситься до Кордови.
844 року місто зруйнували вікінги. Після розпаду Кордовського халіфату в 1023 Севілья стала столицею маленької держави Аббадидів, в 1091 — увійшла до складу держави Альморавідів, а в — 1148 році її захопили Альмохади, які в 1170 році зробили її своєю столицею. За арабської ери місто стало називатися Ісбілія. У період правління Альмохадів було збудовано низку архітектурних пам'яток міста — фортецю Севільський Алькасар, вежі Хіральда та Торре-дель-Оро, мури Макарени. Під владою арабів воно залишалося до 23 листопада 1248 року, коли його після вісімнадцятимісячної облоги завоював король Фернандо III Кастильський.
Після переходу Севільї під владу католицьких королів Кастилії почався економічний занепад міста, спричинений втечею близько 300 000 маврів у контрольовані мусульманськими правителями Гранаду та північну Африку. У 1251 в місті було збудовано верфі. Король Кастилії Педро I дозволив переїзд до Севільї маврських ремісників, які зокрема збудували королівський палац на місці алькасара — колишньої арабської фортеці. В 1391 відбувся погром євреїв, які до того часу мешкали під королівським захистом в прилеглому до Алькасара кварталі Барріо-де-Санта-Круз. 6 лютого 1481 року в Севільї відбувся перший трибунал іспанської інквізиції, за вироком якого було спалено живцем шістьох осіб.

### Новий час
Золота доба в історії Севільї розпочалася після відкриття Америки Колумбом. У 1503 році в Севільї засновано так звану Каса-де-Контратасьйон (ісп. Casa de la Contratación — дім найму) — установу, що контролювала торгівлю з колоніями. Таким чином місто отримало монополію на торгівлю з іспанськими колоніями Нового світу і збагатилося. В ті часи Севілья була третім за розміром містом західного світу, її населення сягало 150 тисяч. У 1647-1652 роках місто пережило епідемію чуми, названу Великою чумою Севільї, внаслідок якої загинуло приблизно половина мешканців (близько 60 тисяч людей). Відтоді почався новий період занепаду міста. Торгова монополія ще тривала до початку XVIII століття, але після замулення і зменшення суднохідності річки Гвадалківір, Каса-де-Контратасьйон було переведено у місто Кадіс разом із передачею йому монополії на торгівлю з колоніями у 1717 році, що призвело до остаточного занепаду Севільї.
На розвиток міста в XIX–XX століттях наклала свій відбиток бурхлива індустріалізація. В 1929 році в місті відбулася Іберо-Американська виставка, в якій брали участь країни іспаномовного світу. Під час іспанської громадянської війни війська генерала Франциско Франко захопили Севілью в перші дні конфлікту. В 1992 Севілья приймала світову виставку Експо-92, приурочену 500-літньому ювілею експедиції Колумба. Того ж року було відкрито швидкісну залізничну лінію, що з'єднала місто з Мадридом.

## Архітектура та визначні пам'ятки
Архітектура Севільї містить впливи різних архітектурних стилів: маврського (так званого стилю мудехар), готики, ренесансу, бароко.
Дванадцятигранну вежу Торре дель Оро (Золота вежа) було збудовано в 1220 році альмохадами, як вартову вежу та оборонну споруду для захисту міста від нападу з боку річки Гвадалківір. В часи альмохадів від фундаменту Торре дель Оро до протилежного боку річки натягувався ланцюг, який мав служити перепоною для ворожих кораблів. Останню найвищу добудову було здійснено в 1760 році. На сьогодні в Торре-дель-Оро знаходиться Морський музей.

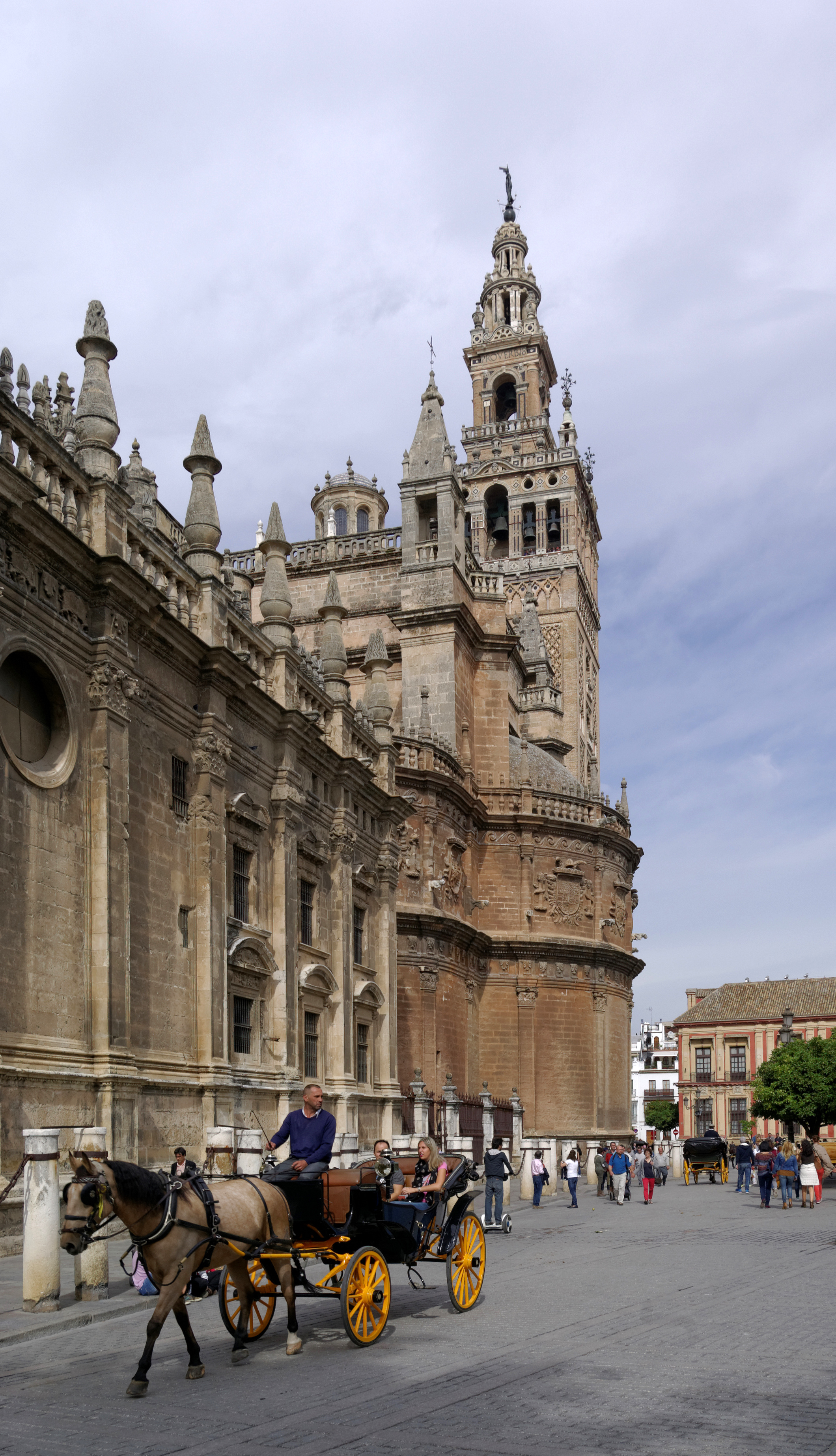
Севільський катедральний собор та Хіральда.

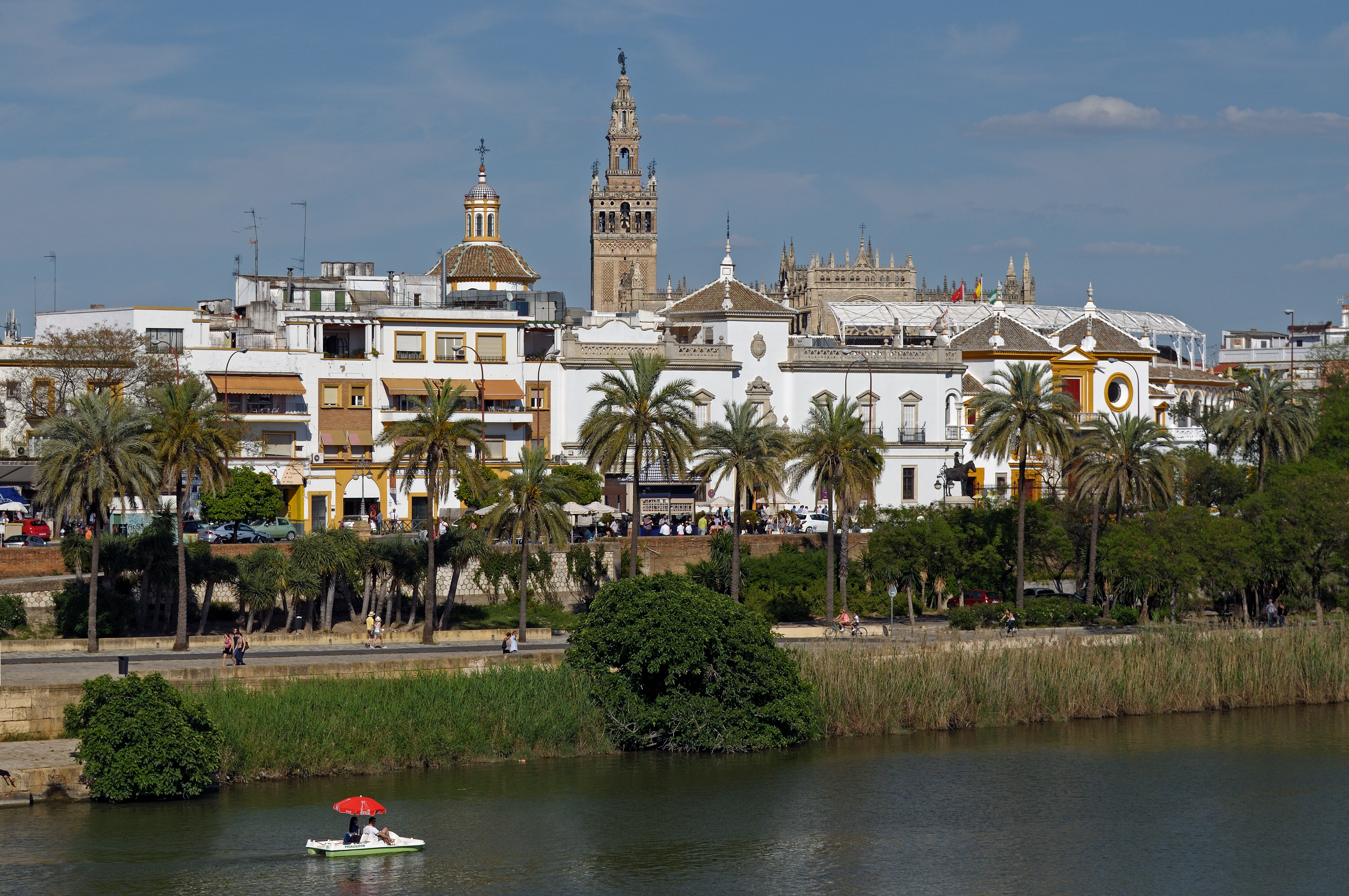
Набережна Гвадалквівіру

Севільський катедральний собор було збудовано в період з 1401 по 1519 роки після Реконкісти шляхом перебудови міської мечеті. Це один з найбільших готичних соборів у світі за площею та об'ємом. У інтер'єрі собору — найдовша нава в Іспанії, багато оздоблена, в тому числі із застосуванням золота. В сучасному соборі збереглись деякі елементи мечеті, зокрема знаменита Хіральда — мінарет, збудований у період 1184-98 роках за наказом альмохадського халіфа Якуба аль-Мансура та перероблений у дзвіницю в XV столітті. Висота Хіральди становить 97.5 метрів. На вершині дзвіниці знаходиться статуя, так звана Ель Хірардільйо, що репрезентує Віру. Усередині вежа підноситься завдяки пандусам, а не сходам, з тим щоб муедзин та інші змогли видертися нагору. Хіральда є найвідомішим символом Севільї. Моделлю для Хіральди (так само як і для її «сестри», вежі Хасана в Рабаті) слугувала мечеть Кутубія в Маракеші. В кафедральному соборі знаходяться декілька гробниць, зокрема гробниця Христофора Колумба.
Іншим прикладом маврської архітектури є палац-алькасар, що знаходиться поруч з кафедральним собором. Спочатку там знаходився арабський форт Аль-Муварак, збудований в часи Альмохадів. Нинішнього вигляду Алькасар набув після перебудови, розпочатої в 1364 році за наказом короля Кастилії Педру I. Перебудову було здійснено в маврському стилі мудехар арабськими будівельниками, найнятими королем. Алькасар є одним з найвизначніших архітектурних пам'яток цього стилю, що збереглися на сьогодні. Монархи-наступники додавали нові елементи, зокрема за правління Карла V з'явилися елементи готики. Визначними елементами Алькасару є Двірець дів (ісп. Patio de las Doncellas) та бані пані Марії де Падільї (коханки короля Педра I). В 1503 році до Алькасару було добудовано будинок в якому розташувалася Каса-де-Контратасьон (що іспанською означає Будинок торгівлі) — установа, створена для контролю за торгівлею з іспанськими колоніями. Ця будівля теж несе на собі вплив мудехарського стилю. Зараз там знаходиться Архів Індій.
Севільська ратуша — визначний представник стилю платереско. Її було збудовано в XVI столітті архітектором Дієго де Ріаньйо. Фасад ратуші, що виходить на Плаца Нуева було збудовано в XIX столітті в неокласичному стилі.
Яскравим представником мавританського ренесансу є Плаза де Еспанья — площа, збудована до Іберо-Американської виставки 1929–1930 років. На площі розташовано напівкруглий будинок головної експозиції, що оточує майже її половину та великий фонтан. Поряд з площею знаходяться колишні павільйони учасників (а це країни іспаномовні країни Центральної та Латинської Америки та провінції Іспанії). Зараз ці будівлі використовуються державними установами, консульствами та музеями.
До значних пам'яток доби бароко належить палац Сан Тельмо, який був і військовим училищем, і резиденцією герцога, і семінарією. Продовжуючи барокову традицію, західну галерею палацу у 19 столітті прикрасили 12 скульптур відомих мешканців Севільї (скульптор Антоніо Сусілья ).

## Управління та адміністративний поділ
Мером міста є член Іспанської соціалістичної робітничої партії Альфредо Санчес Монтесейрін. Це його третій поспіль строк на посаді, яку він обіймає з 1999 року. Міська рада складається з 33 депутатів, 15 з яких належать до Іспанської соціалістичної робітничої партії, 15 — до Народної партії, i троє до об'єданої фракції зелених, регіоналістів та лівих.
Севілья ділиться на десять районів: Беллавіста-Ла Пальмера, Каско Антигуо, Керро-Амате, Макарена Норте, Лос Ремедіос, Макарена, Нервіон, Сан Пабло-Санта Хуста, Сур, Тріана.

## Населення

Густина населення провінції Севілья за даними Інституту статистики Андалусії.

За даними 2007 року в Севільї мешкало 699 145 чоловік, а в севільській агломерації — 1 450 214 чоловік. На сьогоднішній день Севілья є четвертим за кількістю населення містом Іспанії (після Мадриду, Барселони та Валенсії).
| Населення | 80.915  | 112.529 | 134.318 | 143.182 | 148.315 | 158.287 | 205.529 | 228.729 | 312.123 |
|           | 1950    | 1960    | 1970    | 1981    | 1991    | 1996    | 2001    | 2006    | 2007    |
| Населення | 376.627 | 442.300 | 548.072 | 653.833 | 704.857 | 697.487 | 702.520 | 704.414 | 699.145 |

## Клімат
Для Севільї характерний середземноморський клімат з окенічним впливом. Середня річна температура становить 16.2 °C. Таким чином Севілья є одним з найтепліших міст Європи. Найнижчою та найвищою температурами, зафіксованими метеорологічною обсерваторією севільського аеропорту були, відповідно −5,5 °C 12 лютого 1956 року та 46,6 °C 23 липня 1995 року.
| Клімат Місячний розподіл температур згідно з даними метеорологічної обсерваторії севільського аеропорту (1981-2010) | Клімат Місячний розподіл температур згідно з даними метеорологічної обсерваторії севільського аеропорту (1981-2010) | Клімат Місячний розподіл температур згідно з даними метеорологічної обсерваторії севільського аеропорту (1981-2010) | Клімат Місячний розподіл температур згідно з даними метеорологічної обсерваторії севільського аеропорту (1981-2010) | Клімат Місячний розподіл температур згідно з даними метеорологічної обсерваторії севільського аеропорту (1981-2010) | Клімат Місячний розподіл температур згідно з даними метеорологічної обсерваторії севільського аеропорту (1981-2010) | Клімат Місячний розподіл температур згідно з даними метеорологічної обсерваторії севільського аеропорту (1981-2010) | Клімат Місячний розподіл температур згідно з даними метеорологічної обсерваторії севільського аеропорту (1981-2010) | Клімат Місячний розподіл температур згідно з даними метеорологічної обсерваторії севільського аеропорту (1981-2010) | Клімат Місячний розподіл температур згідно з даними метеорологічної обсерваторії севільського аеропорту (1981-2010) | Клімат Місячний розподіл температур згідно з даними метеорологічної обсерваторії севільського аеропорту (1981-2010) | Клімат Місячний розподіл температур згідно з даними метеорологічної обсерваторії севільського аеропорту (1981-2010) | Клімат Місячний розподіл температур згідно з даними метеорологічної обсерваторії севільського аеропорту (1981-2010) | Клімат Місячний розподіл температур згідно з даними метеорологічної обсерваторії севільського аеропорту (1981-2010) |
| Показник | Січ. | Лют. | Бер. | Квіт. | Трав. | Черв. | Лип. | Серп. | Вер. | Жовт. | Лист. | Груд. | Рік |
| Абсолютний максимум, °C                                                                                             | 24,2 | 28,0 | 32,9 | 35,4 | 41,0 | 45,2 | 46,6 | 45,9 | 44,8 | 36,6 | 31,2 | 25,5 | 46,6 |
| Середній максимум, °C                                                                                               | 16,0 | 18,1 | 21,9 | 23,4 | 27,2 | 32,2 | 36,0 | 35,5 | 31,7 | 26,0 | 20,2 | 16,6 | 25,4 |
| Середня температура, °C                                                                                             | 10,9 | 12,5 | 15,6 | 17,3 | 20,7 | 25,1 | 28,2 | 27,9 | 25,0 | 20,2 | 15,1 | 11,9 | 19,2 |
| Середній мінімум, °C                                                                                                | 5,7 | 7,0 | 9,2 | 11,1 | 14,2 | 18,0 | 20,3 | 20,4 | 18,2 | 14,4 | 10,0 | 7,3 | 13,0 |
| Абсолютний мінімум, °C                                                                                              | −4,4 | −5,5 | −2 | 1,0 | 4,0 | 8,4 | 11,4 | 12,0 | 8,6 | 2,0 | −1,4 | −4,8 | −5,5 |
| Середня кількість сонячних годин на місяць                                                                          | 183 | 189 | 220 | 238 | 293 | 317 | 354 | 328 | 244 | 217 | 181 | 154 | 2918 |
| Норма опадів, мм | 66 | 50 | 36 | 54 | 31 | 10 | 2 | 5 | 27 | 68 | 91 | 99 | 539 |
| Днів з опадами | 6,1 | 5,8 | 4,3 | 6,1 | 3,7 | 1,3 | 0,2 | 0,5 | 2,4 | 6,1 | 6,4 | 7,5 | 50,5 |
| Вологість повітря, %                                                                                                | 71 | 67 | 59 | 57 | 53 | 48 | 44 | 48 | 54 | 62 | 70 | 74 | 59 |
| --- | --- | --- | --- | --- | --- | --- | --- | --- | --- | --- | --- | --- | --- |
| Джерело: Agencia Estatal de Meteorología                                                                            | | | | | | | | | | | | | |

В середньому на рік припадає 52 дощових дні, 2898 сонячних годин та чотири морозних дні.

## Економіка
На 2004 рік на Севілью припадав 31 % великих компаній Андалусії та 128 з приблизно 6000 найбільших іспанських компаній. У 2005 році працююче населення севільської агломерації становило 471 947 особу, з яких 329 471 людина (69,81 %) працювала в самому місті. Промисловість становить 28 % економічної діяльності в Севільї. В ній задіяно 15,2 % робочої сили міста (за даними 2005 року). Серед підприємств відомих корпорацій в Севільї та її околицях розташовані заводи фірм Рено, EADS, Heineken, Repsol, Coca-Cola, PepsiCo, Altadis. Сфера послуг здебільшого базується на туризмі, торгівлі та фінансових послугах. В ній задіяно 83,5 % працюючого населення.
В околицях Севільї знаходиться низка промислово-технологічних парків:
- В Дос Германасі знаходиться найбільший промисловий парк Андалусії;
- В місті Алькала де Гуадаріа знаходиться найбільший в Андалусії за площею промисловий парк;
- В Parque Científico Tecnológico Sevilla Tecnopolis зібрано компанії, дослідницькі центри та університетські факультети, чия діяльність направлена на розвиток новітніх технологій;
- Парк Parque Tecnológico y Aeronáutico Aerópolis сфокусований на авіаіційну промисловість.

Важливими комунальними підприємствами є:
- EMASESA (La empresa Metropolitana de Abastecimiento y Saneamiento de Aguas de Sevilla) — відповідає за водопостачання Севільї та одинадцяти навколишніх міст з однойменної провінції (зокрема здійснює управління чотирма водосховищами). Загальна мережа трубопроводів становить близько 2600 км. Також відповідає за каналізацію (загальна довжина каналізаційної мережі становить близько 1600 км), водовідведення, аерацію та очищення стічних вод. До складу EMASESA входить чотири станції аерації, розташовані в північній, південній, східній та західній околицях міста.
- LIPASAM (La Empresa Municipal de Limpieza Pública del Ayuntamiento de Sevilla)  — відповідає за прибирання та переробку сміття.
- TUSSAM — оператор громадського автобусного та трамвайного сполучень.

## Транспорт
- Автомобільний. Севілья сполучена з іншими містами Іспанії такими автошляхами:
  - E5 Севілья — Херес-де-ла-Фронтера — Кадіс.
  - E803 Гіхон — Саламанка — Мерида — Севілья.
  -  Севілья — Альмерія — Малага.
  - A-4 E5 Мадрид — Кордова — Хаен.
  - E5 Севілья — Уельва — Аямонте — Кордон з Португалією.
  -  Дос-Ерманас — Утрера.
  - A-431 Ла-Ринконада — Сан-Хосе-ла-Ринконада.
  -  Севільська окружна дорога.

- Залізниця. Основною залізничною станцією Севільї є вокзал Санта-Хуста. Сюди прибувають поїзди з Мадрида, Барселони, Валенсії та інших міст Іспанії. Він є кінцевим пунктом швидкісної залізничної лінії Мадрид — Кордова — Севілья. Планується продовження швидкісної лінії до Уельви, проте проект затримується, оскільки планована лінія має проходити через Національний парк Донана.
- Повітряний транспорт. В північній околиці Севільї знаходиться міжнародний аеропорт. Він сполучає Севілью прямими рейсами з найбільшими містами Іспанії та приймає низку рейсів з наступних європейських міст: Лондон, Ліверпуль, Дублін, Париж, Тулуза, Амстердам, Брюссель, Дюссельдорф, Рим, Венеція, Осло. У 2007 році аерпорт обслужив близько 4,5 млн пасажирів.
- Порт. Торговий порт знаходиться на річці Гвадалківір, на відстані 80 км від її гирла. Він обробляє в рік близько чотирьох мільйонів тон вантажів. Це єдиний річковий порт Іспанії.

### Громадський транспорт
Громадський транспорт Севільї складається з автобусного парку, трамваю та метрополітену. Оператором автобусного та трамвайного сполучень є організація TUSSAM (Transportes Urbanos de Sevilla, Sociedad Anónima Municipal).
- Автобус. Автобус є основним засобом міського сполучення. Автобусна мережа покриває щільною сіткою все місто. У 2003 році автобусний парк Севільї налічував 368 одиниць, які обслуговували більше сорока маршрутів. Розподіл автобусного парку за моделями має наступну структуру: приблизно половину становлять автобуси виробництва компанії Рено (34 % — Renault PR-100, 16 % — Renault CityBus), ще 17 % — IVECO Pegaso 5522, 33 % — моделі інших виробників.
- Трамвай. У 2005 році почалося спорудження трамвайної лінії, перший етап якої було завершено в жовтні 2007 року. Зараз працююча лінія складається з чотирьох станцій в центрі міста. Заплановане в кінці 2008 року відкриття ще п'яти станцій зв'яже центр міста з головною залізничною станцією — Севілья Санта Хуста.
- Метрополітен. Відкриття першої лінії Севільського метрополітену відкладалося декілька разів через проблеми з фінансуванням. Планується відкрити першу лінію 30 вересня 2008 року. Ще три лінії знаходяться в стані розробки. Щодо подробиць див. Севільський метрополітен.

## Культура
- Міжнародний Фестиваль європейського кіно (листопад, щороку, від 2001 року)

### Музеї
- Головний Архів Індій — архів, що містить надзвичайно велику кількість документів, що стосуються колоніальної історії Іспанії на американському континенті та на Філіппінах в XVI–XIX століттях. Архів містить близько 43 тисячі томів з 80 мільйонами сторінок, близько 8 тисяч карт. Є об'єктом світової спадщини ЮНЕСКО.
- Музей красних мистецтв, Севілья . Засновано музей в 1835 році, офіційне відкриття відбулося в 1841. Вважається другим за значимістю зібранням картин в Іспанії після мадридського музею Прадо. Складається з чотирнадцяти залів, вміщує близько 1300 творів часів середньовіччя та епохи Відродження, бароко, романтизму, реалізму, академізму, а також сучасне образотворче мистецтво. Зокрема в музеї зберігаються картини Лукаса Кранаха Старшого, Дієго Веласкеса, Ель-Греко (зокрема Портрет сина), Франсіско де Сурбарана, Бартоломео Мурільйо, Франсіско Гойї.

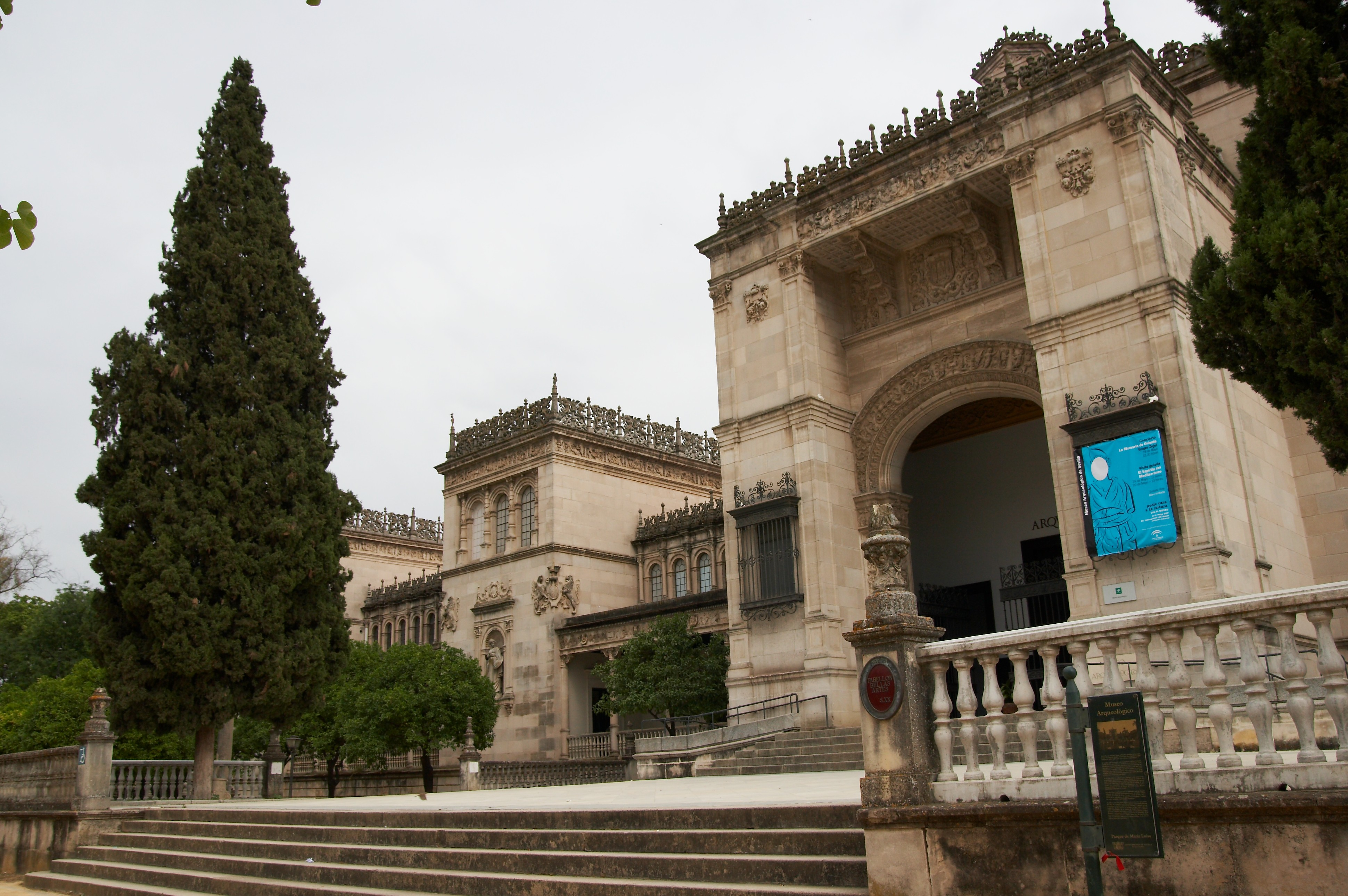
Археологічний музей Севільї

- Археологічний музей. Засновано в 1879 році. Містить експонати ібрейського, давньоримського, вестготського та ранньохристиянського періодів, зокрема окремі елементи архітектурних споруд, предмети побуту, скульптури, прикраси та культові об'єкти, знайдені під час розкопок в районі Севільї.
- Музей народного одягу.
- Музей фламенко.
- Морський музей. Знаходиться у вежі Торре дель Оро. В ньому знаходяться експонати, що представляють морську історію Севільї, зокрема документи, гравюри, моделі кораблів та навігаційні інструменти.
- Військовий музей Севільї.

## Релігія
- Центр Севільської архідіоцезії Католицької церкви.

## Освіта

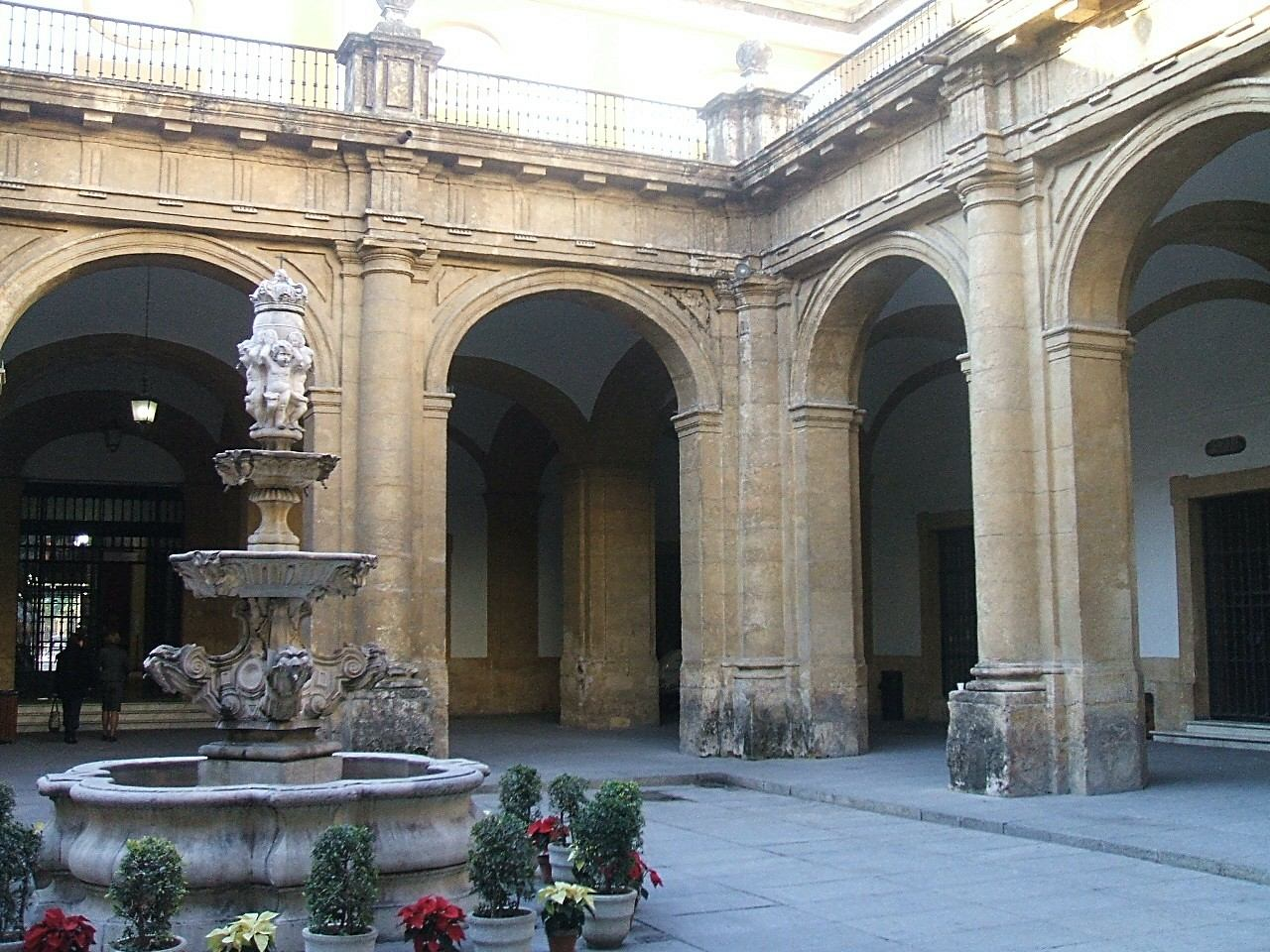
Університет Севільї. Внутрішній двір юридичного факультету.

В Севільї знаходяться такі вищі навчальні заклади:
- Університет Севільї. Другий за кількістю студентів (73,350 чоловік в 2004 році) університет Іспанії. Офіційного статусу університету набув в 1551 році.
- Університет імені Пабло де Олавіди. Засновано в 1997 році, наймолодший державний університет в Іспанії. Також один з найменших за кількістю студентів — в навчальному 2004/2005 році їх налічувалося 9069 чоловік. Названий на честь Пабло де Олавіди, іспансько-перуанського політика XIX століття, який доклав багато зусиль для розвитку міста та університету Севільї.
- Міжнародний університет Андалусії. . Засновано в 1984 році.
- Університет Фернандо III-CEU, перший приватний університет в Андалусії. Розташований в околиці міста Альхарафе.

## Спорт
В Севільї базуються дві футбольні команди: «Севілья ФК» та «Реал Бетіс» що виступає у вищій лізі Іспанії (прімера).

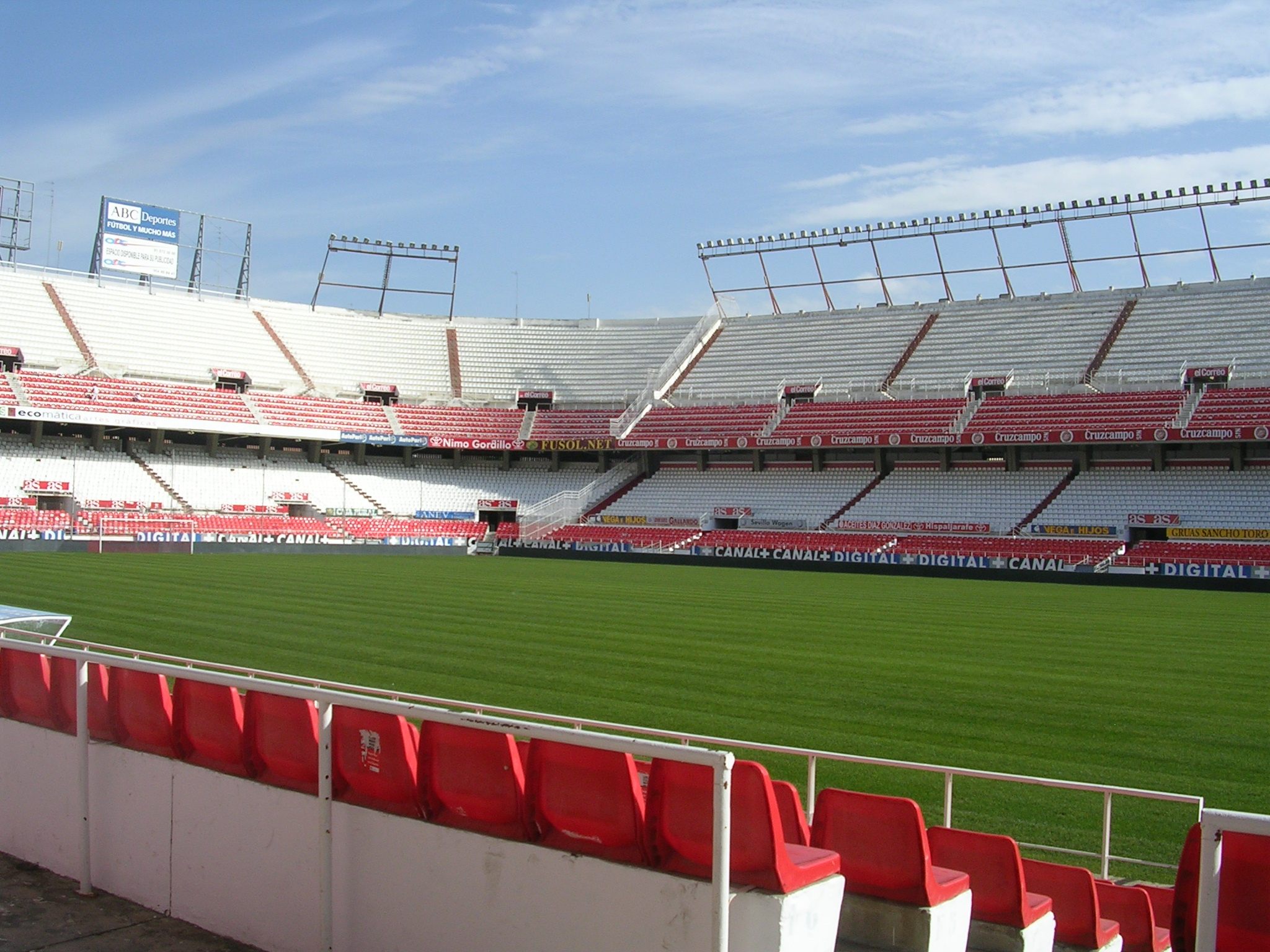
Стадіон «Рамон Санчес Пісхуан» приймав, зокрема, фінал Кубка європейських чемпіонів 1986: «Стяуа»—"Барселона".

- Клуб «Севілья ФК» виступає на стадіоні «Рамон Санчес Пісхуан» (вміщує 45500 глядачів), двічі (в 2006 та 2007 роках) вигравав Кубок УЄФА, був чемпіоном Іспанії в 1946 році та володарем Кубка Іспанії в 1935, 1939, 1948, 2007 роках. У цьому колективі свого часу завершував кар'єру популярний радянський воротар Ринат Дасаєв.
- Клуб «Реал Бетіс» виступає на стадіоні «Мануель Руїс де Лопера» (вміщує 52700 глядачів), чемпіон Іспанії 1935 року та володар Кубка Іспанії в 1977 та 2005 роках.

Дербі «Севілья»—"Реал Бетіс" є одним з найважливіших дербі в чемпіонаті Іспанії, а також одним із тих що супроводжуються найбільшим насильством. Зокрема, чвертьфінальний матч Кубка Іспанії 28 лютого 2007 року довелось припинити за півгодини до кінця гри внаслідок поранення колишнього тренера «Севільї» об'єктом, кинутим з трибуни. Починаючи з 1915 року, коли перше дербі виграла «Севілья» з рахунком 4:3, відбулося 77 матчів, 35 з яких виграла «Севілья», 26 — «Бетіс», а 16 матчів завершилися нічиєю.
Севілья двічі подавала заявки на проведення Олімпійських ігор (на 2004 та 2008 роки), проте обидві спроби завершилися невдало.
Олімпійський стадіон Севільї (Естадіо Олімпіко) було збудовано в 1999 році для проведення Сьомого чемпіонату світу з легкої атлетики, який відбувся того ж року. Стадіон вміщує 57619 глядачів і є п'ятизірковим футбольним стадіоном згідно з класифікацією УЄФА. У 2003 році на ньому відбувся фінал Кубку УЄФА між «Селтіком» та «Порту».
Місто приймало ігри чемпіонату світу з футболу 1982 (груповий поєдинок СРСР—Бразилія і 1/2 фіналу Франція—ФРН). У славнозвісному і водночас сумнозвісному півфіналі Франція — ФРН (3:3) в основний час сталося зіткнення німецького воротаря Тоні Шумахера і француза Баттістона, у результаті якого француза було шпиталізовано зі струсом мозку, тріщиною щелепи та кількома вибитими зубами. Після цього епізоду за Шумахером до кінця життя закріпилася слава бездушного грубіяна.

## Відомі уродженці міста
- Дієго Веласкес (1599–1660) — художник.
- Бартоломео Естебан Мурільйо (1618–1682) — художник.
- Антоніо Мачадо (1875–1939) — поет.
- Феліпе Гонсалес (нар. 1942) — юрист та прем'єр-міністр Іспанії в 1982–1996 роках.
- Марія Леон (нар. 1984)  — іспанська актриса.

## Міста побратими
- Анже, Франція
- Краків, Польща
- Картахена, Колумбія
- Колумбус, США
- Канзас Сіті, США
- Дюссельдорф, Німеччина
- Гвадалахара, Мексика

## Галерея

Plaza España
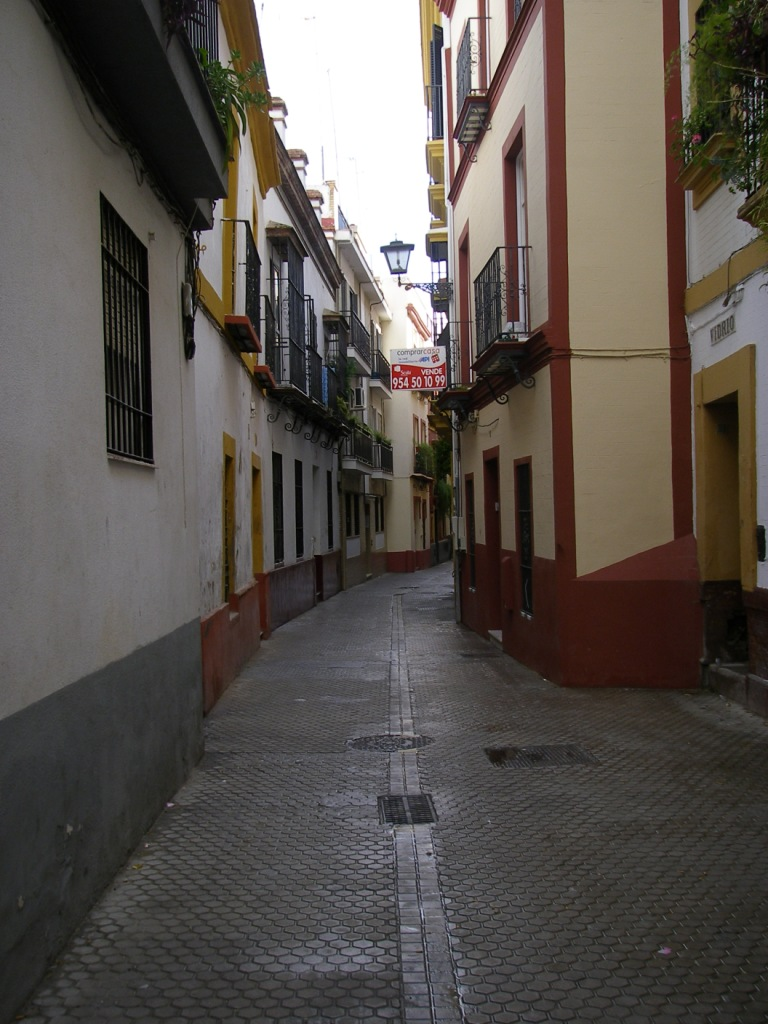
Типова вулиця Севільї
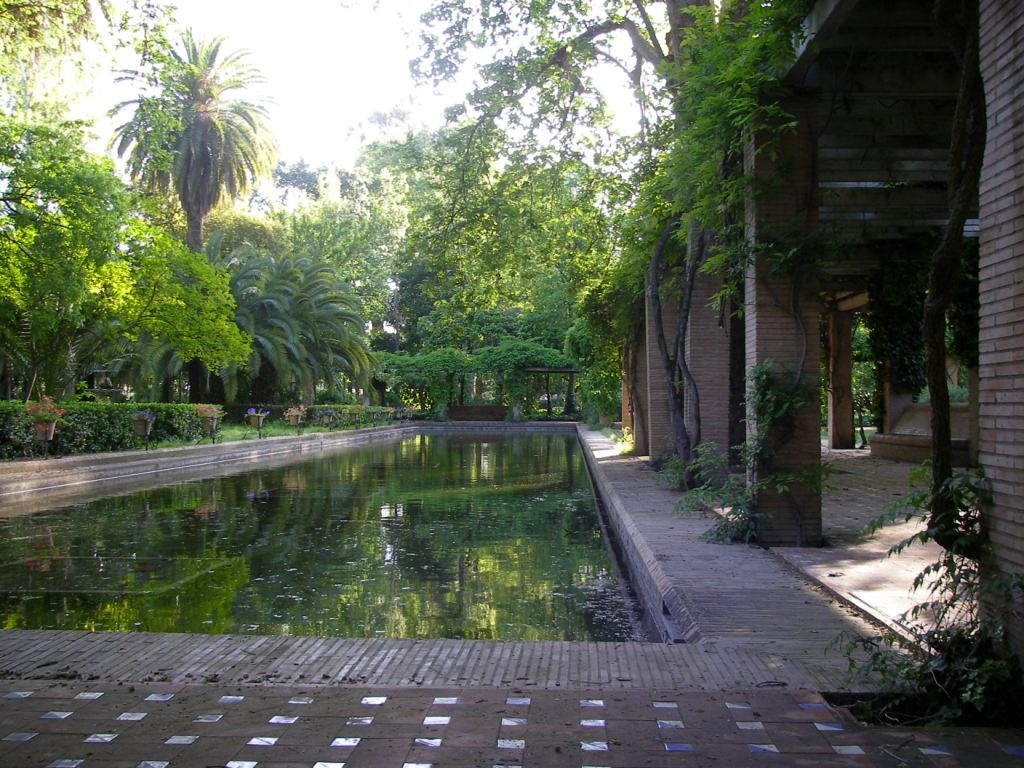
Парк Марії Луїзи
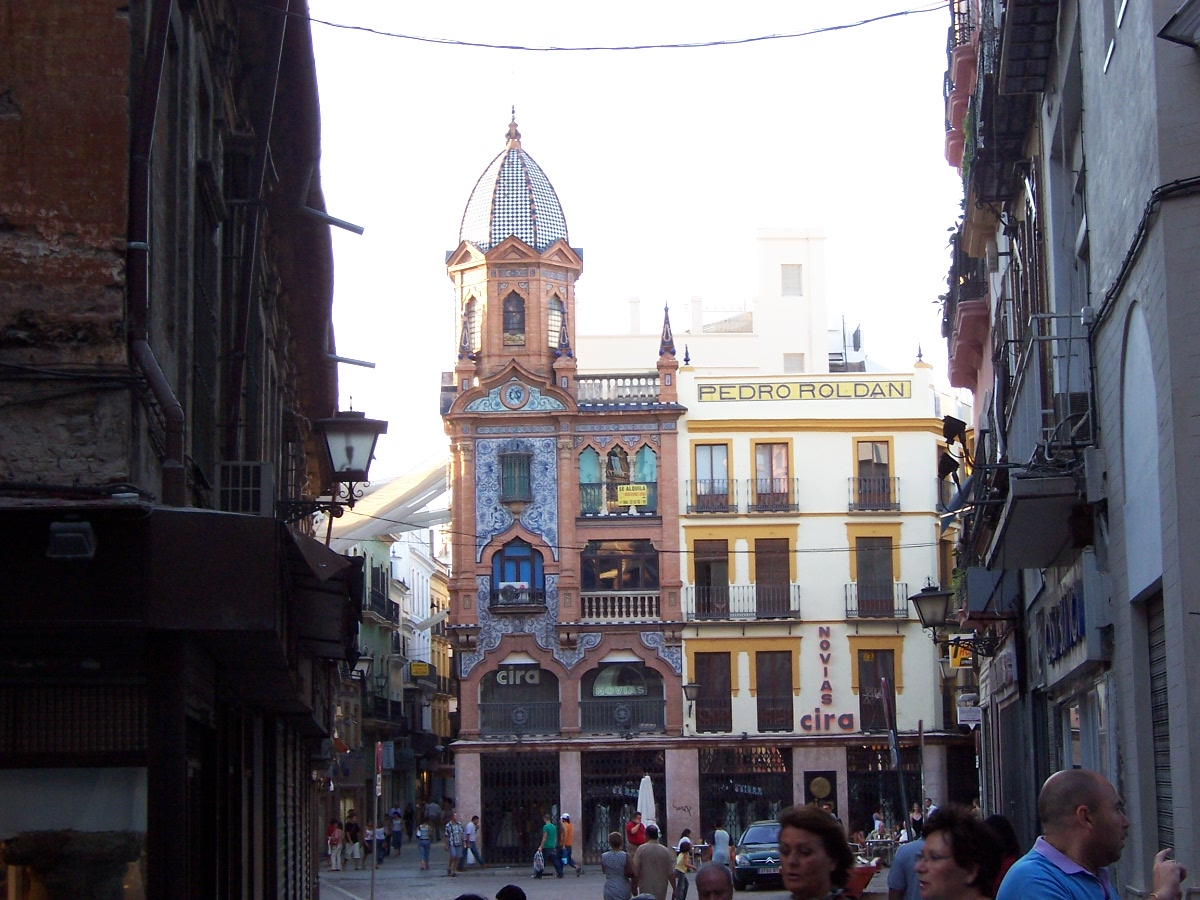
Площа Jesús de la Pasión
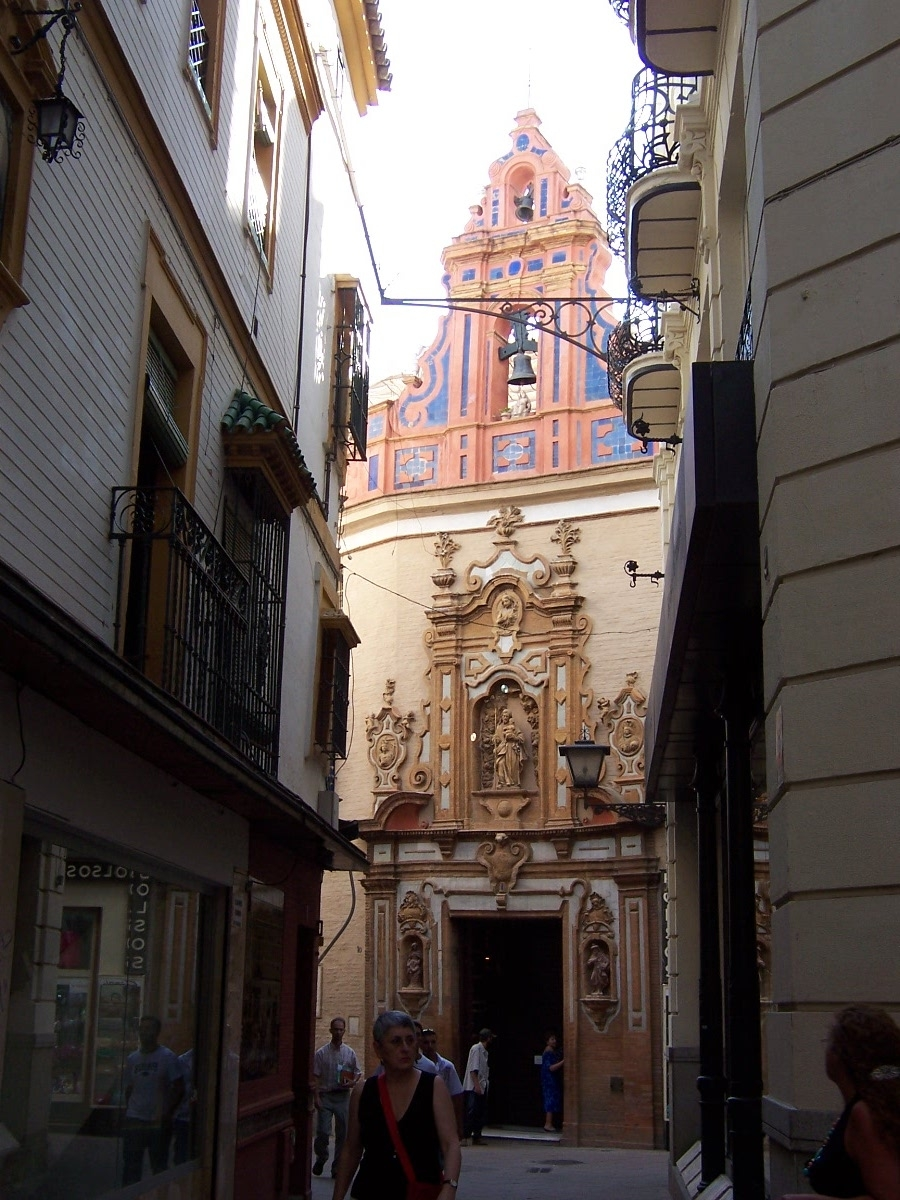
Capilla de San José
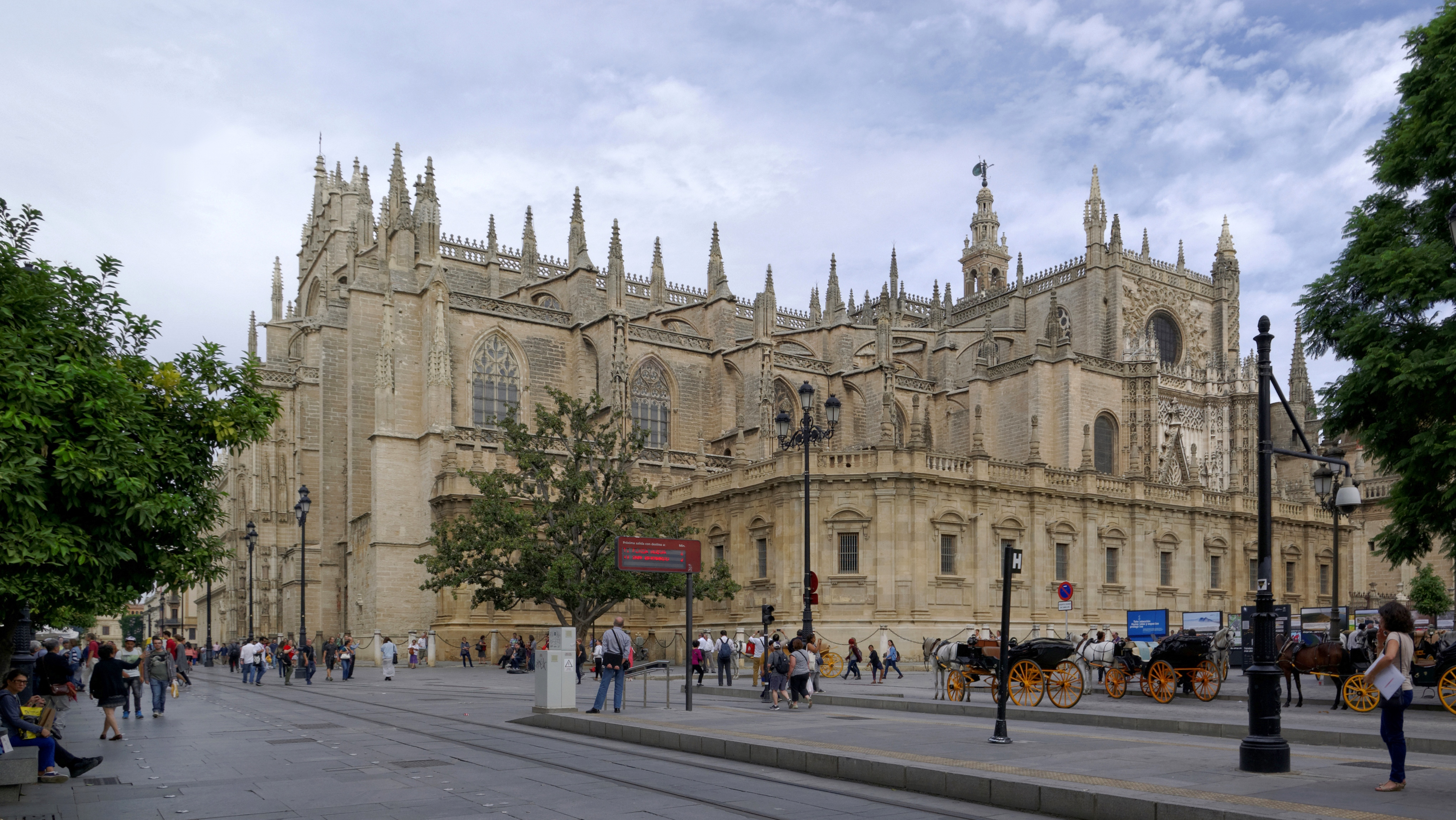
Фасад кафедрального собору
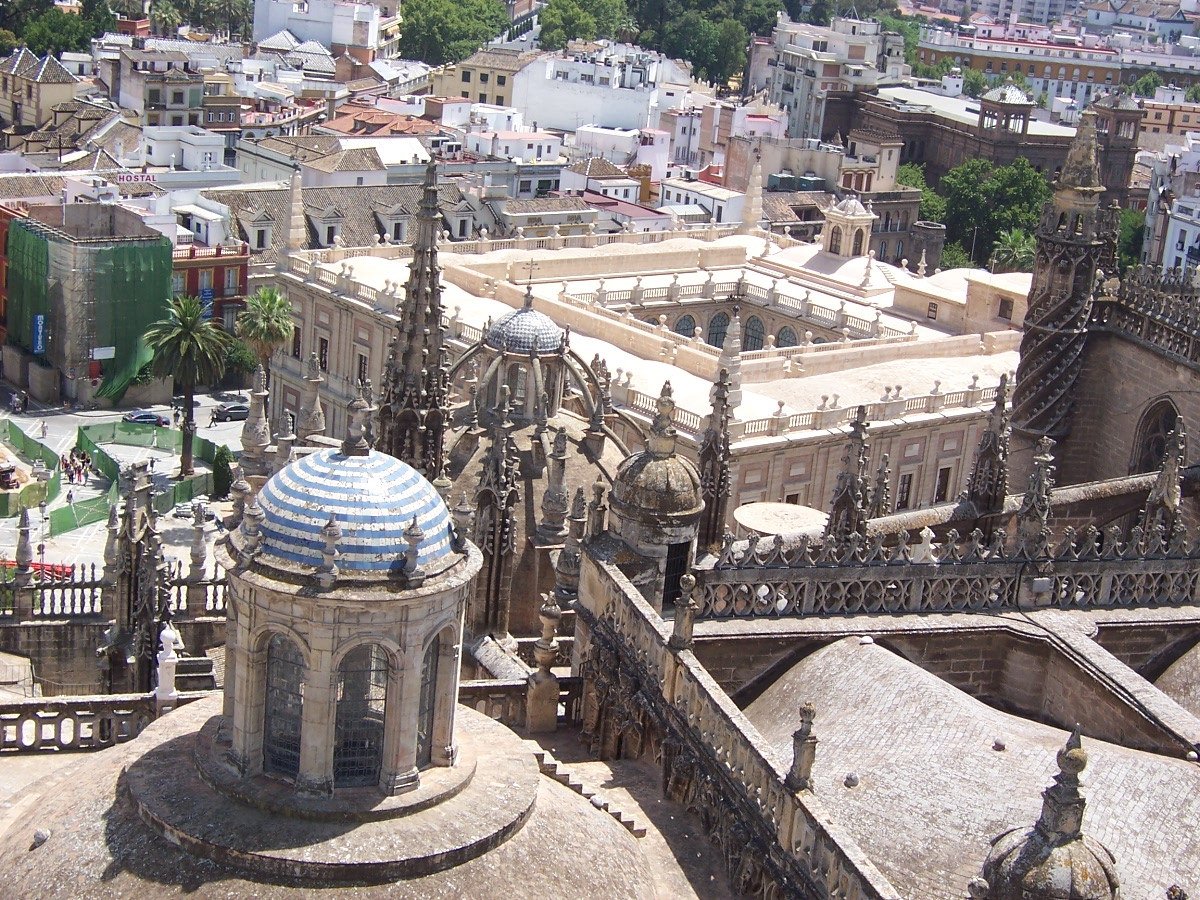
Вигляд кафедрального собору та Архіву Індій з Хіральди
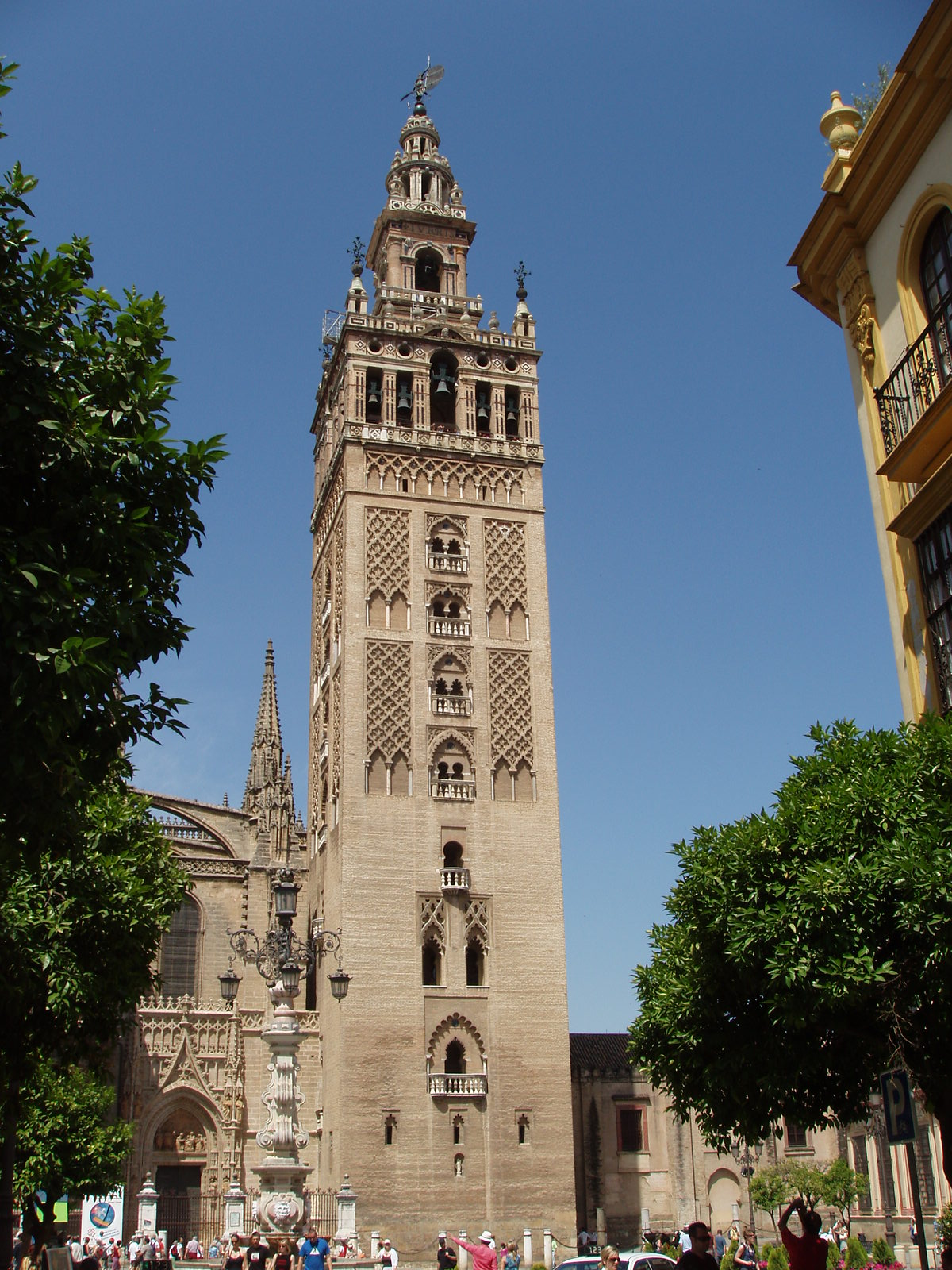
Хіральда
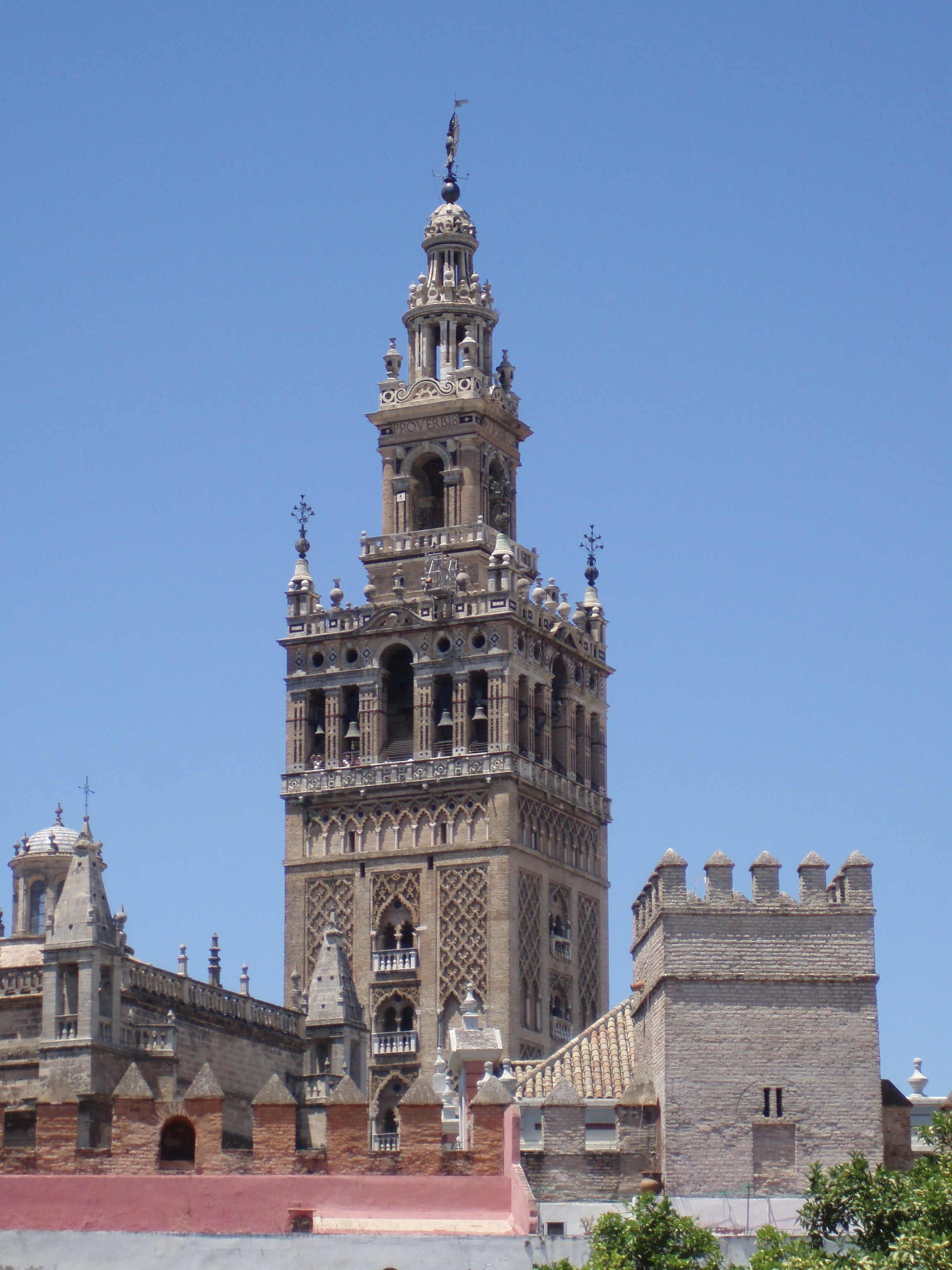
Хіральда
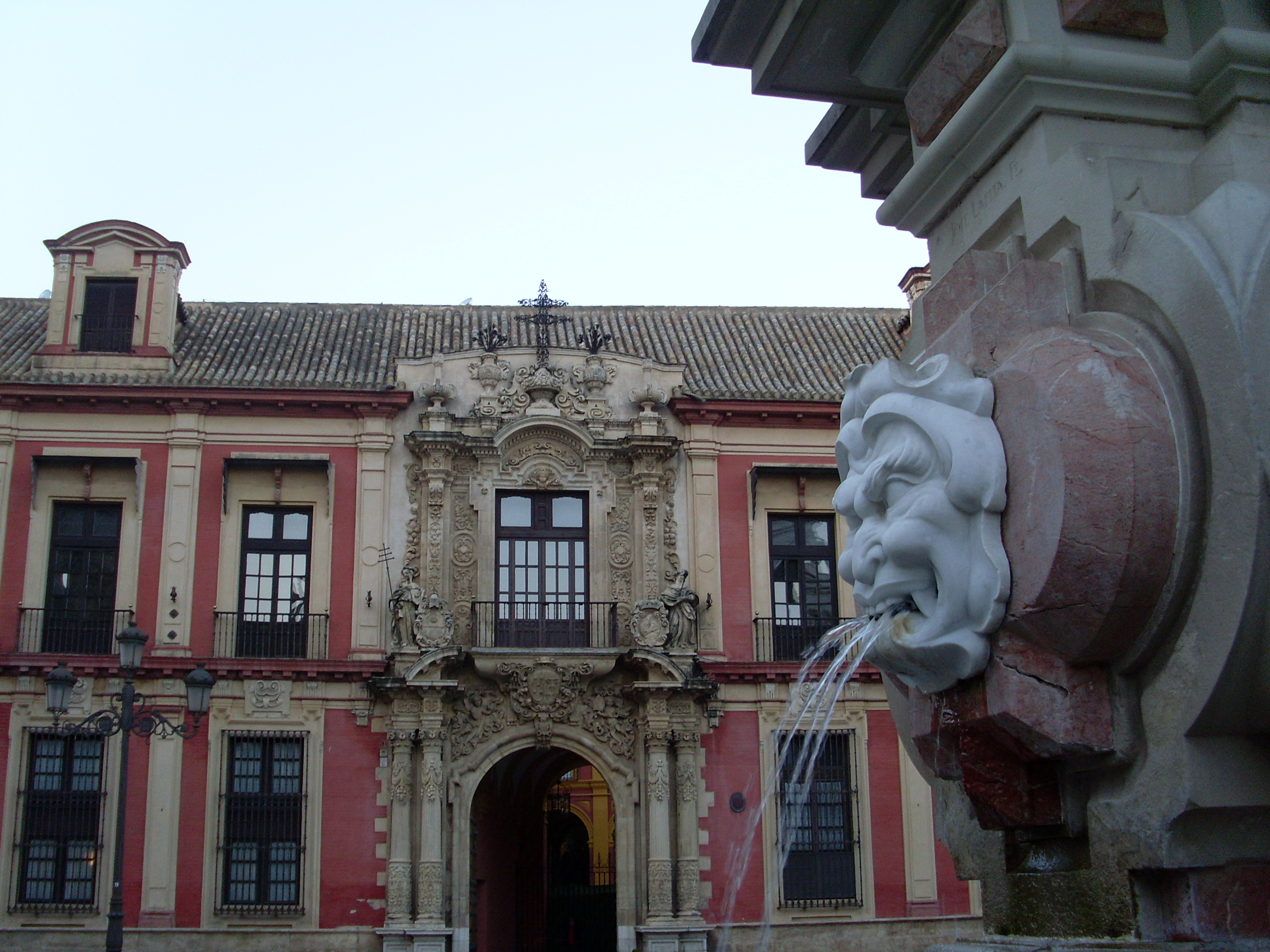
Палац архієпископа
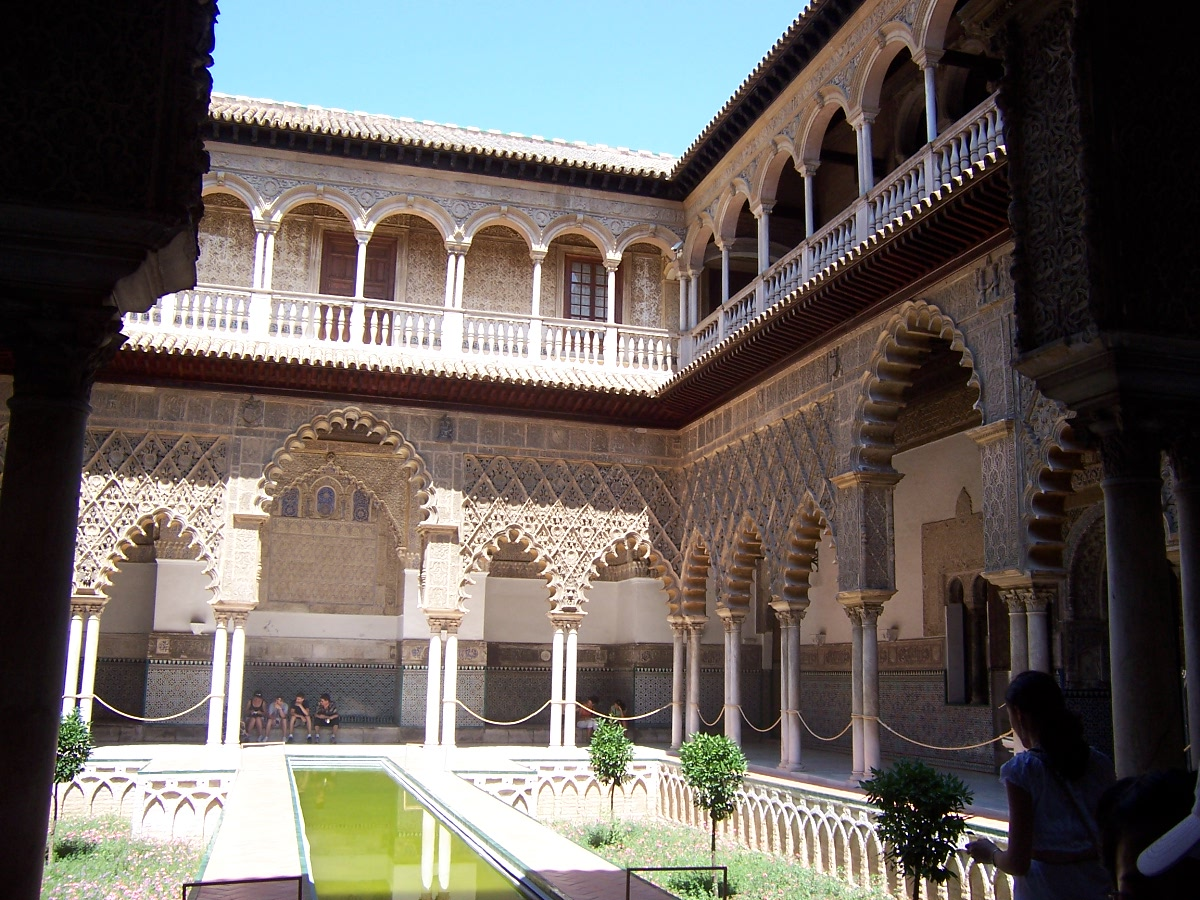
Алькасар
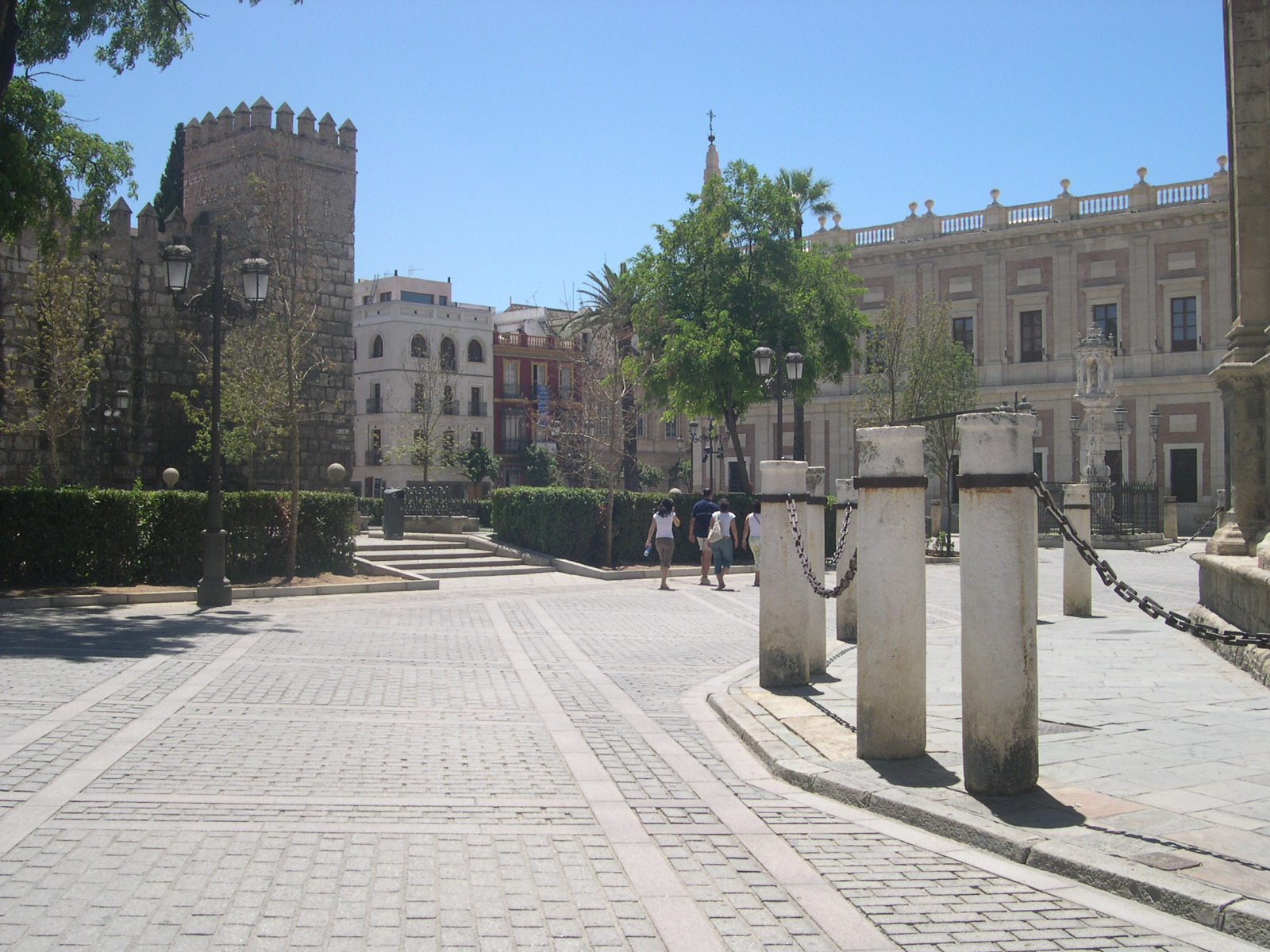
Стіни Алькасару та Архіву Індій